# Astrid Kleist
Astrid Kleist (* 1971 in Hamburg) ist eine deutsche evangelisch-lutherische Pastorin und Oberkirchenrätin. Seit Juni 2024 ist sie Geschäftsführerin des Deutschen Nationalkomitees des Lutherischen Weltbundes in Hannover (DNK/LWB)
Astrid Kleist studierte evangelische Theologie in Bethel, Berlin und Bochum. Nach einem Praktikum in der Presse- und Öffentlichkeitsarbeit des damaligen Kirchenkreises Alt-Hamburg absolvierte sie ihr Vikariat in der Kirchengemeinde zu Hamburg-Horn. Seit 2003 war sie an St. Simeon in Alt-Osdorf als Gemeindepastorin tätig.
Am 27. Februar 2013 wurde sie von der Synode des Kirchenkreises Hamburg-Ost der Nordkirche zur Hauptpastorin an St. Jacobi und Pröpstin für die Propstei Alster-Ost gewählt. Sie wurde am 8. Juni 2013 durch die Bischöfin und ihre Amtsvorgängerin Kirsten Fehrs in ihr neues Amt eingeführt. Kleist gehörte damit zu den fünf Hauptpastoren in Hamburg. Dieses Amt wurde bereits 1685 an den fünf Hamburger Kirchspielen geführt und ist bis heute einzigartig in Deutschland. Als Pröpstin im Kirchenkreis Hamburg-Ost war sie für 15 Gemeinden in Winterhude, Barmbek, Horn und Hamm zuständig und Dienstvorgesetzte von 28 Pastoren.
Im Mai 2017 wurde Astrid Kleist auf der zwölften Vollversammlung des Lutherischen Weltbundes im namibischen Windhoek zu einer der sieben Vizepräsidenten gewählt. Im Juni 2024 wurde sie zur Oberkirchenrätin ernannt und übernahm die Geschäftsführung des Deutschen Nationalkomitees des Lutherischen Weltbundes. Sie wurde damit Nachfolgerin von Norbert Denecke, der in den Ruhestand eintrat.